# 雅莱
雅莱（法語：Jalhay，法語發音：[ʒalɛ]）是比利时瓦隆大区列日省韋爾維耶區的一个市镇，通行法语，是比利时法语社群的一部分，人口8,590人（2018年1月1日）。